# Adenocarpus
Genre
Adenocarpus est un genre de plantes à fleurs dicotylédones de la famille des Fabaceae (légumineuses), sous-famille des Faboideae, originaire du bassin méditerranéen et des montagnes d'Afrique tropicale, qui comprend une quinzaine d'espèces acceptées.
Ce sont des arbustes ou arbrisseaux qui se rencontrent à la lisière des forêts de montagne, dans les bois et formations arbustives, landes et prairies. Ces plantes colonisent les sites perturbés. 

## Liste d'espèces
Selon The Plant List (21 décembre 2018) :
- Adenocarpus anagyrifolius Coss. & Balansa
- Adenocarpus artemisiifolius Jahand. & al.
- Adenocarpus bacquei Batt. & Pit.
- Adenocarpus battandieri (Maire) Talavera
- Adenocarpus boudyi Batt. & Maire
- Adenocarpus cincinnatus (Ball) Maire
- Adenocarpus complicatus (L.) Gay
- Adenocarpus decorticans Boiss.
- Adenocarpus faurei Maire
- Adenocarpus foliolosus (Aiton) DC.
- Adenocarpus hispanicus (Lam.) DC.
- Adenocarpus mannii (Hook.f.) Hook.f.
- Adenocarpus ombriosus Ceballo & Ortuno
- Adenocarpus telonensis (Loisel.) DC.
- Adenocarpus umbellatus Batt.
- Adenocarpus viscosus (Willd.) Webb & Berthel.

## Écologie
Ce genre peut être caractéristique de certains environnements. Par exemple, en Europe, il est caractéristique, en association avec les genres Cytisus, Genista et Calicotome, des maquis silicicoles méso-méditerranéens, plus précisément de maquis bas de l'ouest de la région méditerranéenne dominés par des genêts. Par contre, en Afrique tropicale, en association avec les genres Gnidia et Hypericum, il est caractéristique des zones de forêts guinéennes de montagne et landes montagneuses dégradées par la pratique de l'agriculture sur brûlis.